# Media móvil
En estadística, una media móvil es un cálculo utilizado para analizar un conjunto de datos en modo de puntos para crear series de promedios. Así las medias móviles son una lista de números en la cual cada uno es el promedio de un subconjunto de los datos originales.
Por ejemplo, si se tiene un conjunto de 100 datos, el primer valor de la serie de medias móviles podría ser el promedio de los primeros 25 términos, luego el promedio de los términos 2 al 26, el tercer elemento de los términos 3 al 27 y así, hasta por último el promedio de los últimos 25 números del 76 al 100.
Una serie de medias móviles puede ser calculada para cualquier serie temporal. Se usa para demanda estable, sin tendencia ni estacionalidad; suaviza las fluctuaciones de plazos cortos, resaltando así las tendencias o ciclos de plazos largos.

## Media móvil simple

### La media móvil simple
Una media móvil simple (Moving Average) es la media aritmética de los {\displaystyle n} datos anteriores. En esta técnica elemental de predicción, cuanto más grande sea {\displaystyle n}, mayor será la influencia de los datos antiguos. En contrapartida, si se selecciona una {\displaystyle n} baja, se tendrán en cuenta datos más recientes para nuestra predicción. 
De acuerdo a lo enunciado con anterioridad, concluimos que la elección de {\displaystyle n} influenciará decisivamente nuestra predicción. Dependiendo del tipo de datos de serie temporal analizados podremos adaptar eficazmente nuestra predicción a los mismos. Así, si se elige un {\displaystyle n} bajo, nuestra predicción tendrá una alta capacidad para responder rápidamente ante fluctuaciones o variaciones significativas en los datos de un período a otro. Sin embargo, la predicción en este caso estará altamente influenciada por efectos aleatorios. Por otro lado, la elección de un {\displaystyle n} muy alto provocará que, aunque se filtre la existencia de efectos aleatorios, nuestras predicciones presenten una adaptación lenta ante fluctuaciones significativas en los datos de períodos más recientes, pues dicha predicción estará teniendo en cuenta el valor de datos antiguos.
La simplicidad de esta técnica hace que sea objeto de críticas en lo que refiere a su consideración equitativa de datos recientes y datos antiguos, sobre todo cuando el objeto de la predicción son variables cuya variabilidad en el corto plazo es importante para obtener una predicción eficaz, v.gr: análisis de demanda, nº ventas, etc. Además, en presencia de una tendencia en la serie de datos, la media movil simple causa problemas de predicción.

### La media móvil central
En lugar de utilizar solo datos anteriores, se utilizan también datos posteriores a aquel del cual se quiere obtener la media.

## Media móvil ponderada

Ponderación MMP n = 15

La media móvil ponderada es una media multiplicada por ciertos factores, que le dan determinado peso a determinados datos. La media móvil ponderada (Weighted Moving Average) desarrolla y mejora las aplicaciones de la media móvil simple. Se trata de la media aritmética de los {\displaystyle n} valores anteriores ponderados según diferentes criterios. De esta forma, se superan los inconvenientes que ofrece la técnica de media móvil simple pues, en función de las características de los datos analizados podremos decidir si darle mayor importancia a datos más antiguos o más recientes. Esta técnica será más eficiente que la media móvil simple a la hora de adaptar rápidamente el valor de la predicción a fluctuaciones en los datos recientes (v.gr: dándole una alta ponderación a los valores más nuevos).

## Media móvil exponencial

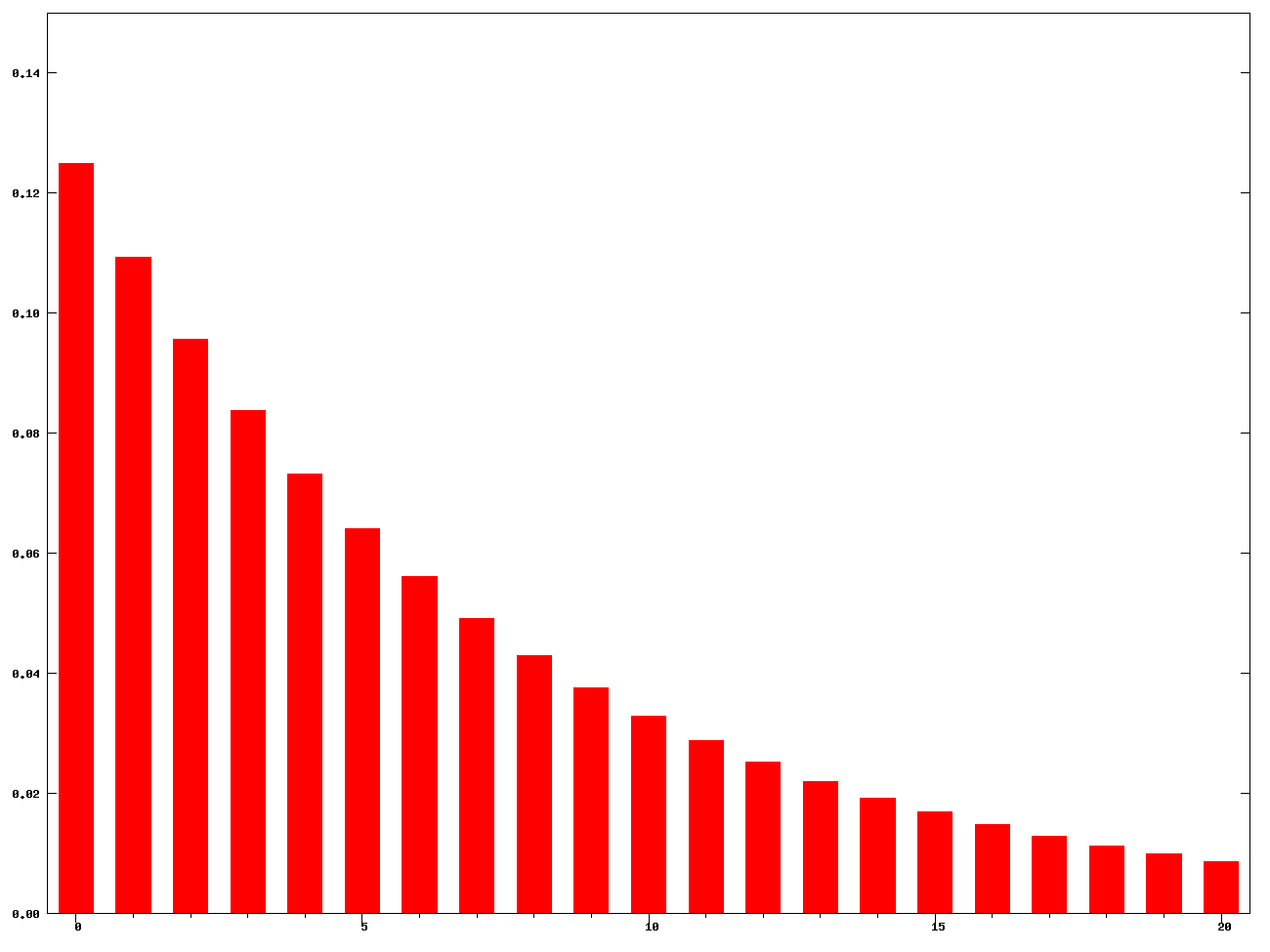
Ponderación MME N=15

La media móvil exponencial es una media móvil ponderada exponencialmente. Se trata de la media aritmética de los {\displaystyle n} valores anteriores con factores de ponderación que decrecen exponencialmente. La ponderación para cada punto de datos más antiguo decrece exponencialmente, nunca llegando a cero. El gráfico a la derecha muestra un ejemplo de la disminución de la ponderación. Da mayor importancia a los datos más recientes. Esta técnica será más eficiente que la media móvil simple y la media móvil ponderada a la hora de adaptar rápidamente el valor de la predicción a fluctuaciones en los datos recientes (v.gr: dándole una alta ponderación a los valores más nuevos). 